# Alejandro Hohberg
Alejandro Hohberg González, né le 20 août 1991 à Lima au Pérou, est un footballeur international péruvien jouant au poste de milieu de terrain.
Il est le petit-fils de Juan Eduardo Hohberg (1927-1996), joueur et entraîneur uruguayen de football.

## Biographie

### Carrière en club
Surnommé El Enano (« le nain »), Alejandro Hohberg est formé en Uruguay – pays dont il possède la nationalité – au CA Peñarol, avant de faire ses débuts professionnels au CA Rentistas en 2012.
Il s'installe au Pérou à partir de 2014 et y joue le reste de sa carrière. Passé par différents clubs (FBC Melgar, Universidad San Martín et Universidad César Vallejo) entre 2014 et 2016, il recale à l'Alianza Lima en 2017, année où il est sacré champion du Pérou sous les ordres de Pablo Bengoechea. Entre 2019 et 2020, on le retrouve à l'Universitario de Deportes – le grand rival de l'Alianza Lima – avant de signer en 2021 au Sporting Cristal.
Au niveau des compétitions internationales, Hohberg compte 20 matchs de Copa Libertadores (deux buts marqués) et sept matchs de Copa Sudamericana (deux buts aussi).

### Carrière en équipe nationale
International péruvien depuis 2016, Alejandro Hohberg dispute notamment la Copa América Centenario aux États-Unis dont il prend part à deux rencontres, contre Haïti (victoire 1-0) puis face à l'Équateur (match nul 2-2).

## Palmarès
| Alianza Lima - Championnat du Pérou (1) : - Champion : 2017. - Vice-champion : 2018. |  | Universitario de Deportes - Championnat du Pérou : - Vice-champion : 2020. |  | Sporting Cristal - Championnat du Pérou : - Vice-champion : 2021. - Copa Bicentenario (1) : - Vainqueur : 2021. |